# تصويت احتجاجي

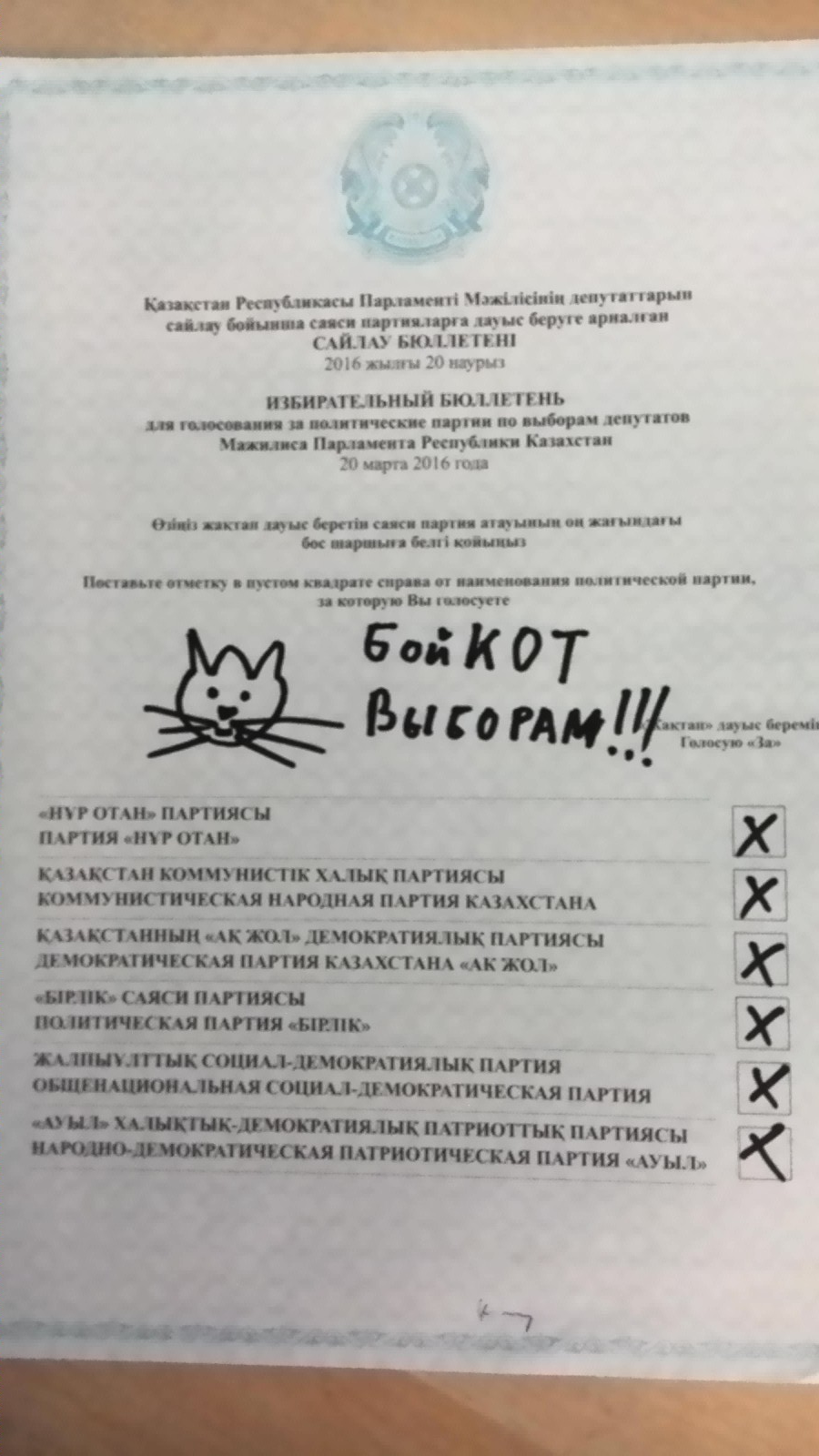

التصويت الاحتجاجي (يُعرف كذلك بالصوت الأبيض أو الصوت الفارغ) هو صوت في الممارسة الانتخابية يُظهر أن المُصَوِّت غير راضٍ بالخيارات المطروحة أمامه أو رافض النظام السياسي.
إذا اتّخذ الصوت الاحتجاجي شكل الصوت الفارغ فإنه يمكن أن يُحصى ضمن النتيجة النهائية أو لا، حسب النظام المعمول به. لذا فإن الصوت الأبيض يُعدَّ صوتا باطلا إلا إن كان نظام التصويت يسمح باحتساب الأصوات الفارغة ويميّز بينها والأصوات الباطلة.
يمكن للصوت الاحتجاجي كذلك أن يكون صوتا صحيحا وفي هذه الحالة فإنه عوضا عن أن يكون صوتا للمرشحين الأساسيين فإنه يكون تصويتا لمرشح هامشي غير مدعوم من التيارات السياسية الرئيسية وفرصته في الفوز لا تُذكر.
مثل الامتناع عن التصويت فإن التصويت الاحتجاجي يدل بجلاء على الافتقار إلى الشرعية الشعبية وضعف الديمقراطية التمثيلية حيث أن خروج الناخبين المقهورين يهدد مصداقية نظام التصويت كلّه.

## وسائل التصويت الاحتجاجي
يمكن أن يتخذ التصويت الاحتجاجي أشكالا عدة:
- التصويت لمرشحين هامشيين غير مرجّح فوزهم على أية حال
- إبطال الصوت بعمل اختيارات غير صحيحة أو بترك كل الاخيارات
- اختيار «غير ذلك» أو «صوت فارغ» إن كان ذلك من ضمن الخيارات المطروحة

يمكن كذلك للتصويت الاحتجاجي أن يتخذ صورة غير معتادة، عادة غير قانونية، لإبداء عدم الرضا والسخط، منها تخريبي، مثل تقطيع ورقة التصويت أو ابتلاعها، أو وضع إعلان لبيع الصوت في مواقع الإعلانات المبوبة للسخرية من نظام التصويت.

## التصويت الاحتجاجي والامتناع عن التصويت
قد يعد الامتناع عن التصويت ضربا من الاحتجاج إذا لم يُقرن بالعزوف أو باللامبالاة بالسياسة عموما، لذا فإن الحركة اللاسلطوية التي رفضت منذ نشوئها الديمقراطية التمثيلية مفضلة عنها أسلوبا أكثر مباشرة من الحكم تدعو عادة إلى مقاطعة الانتخابات على نحو فاعل واحتجاجي. في القضاءات التي فيها التصويت واجب بحكم القانون يُعدُّ الامتناع عن التصويت عصيانا مدنيا.
الامتناع عن التصويت في نظم التصويت الوجوبي يكون عادة غير مؤثّر كرسالة احتجاجية لأنه عادة ما يحسب أنه لامُبالاة. فالمُصوتون الذين لا يعنيهم من يتم انتخابه أو لا يثقون في النظام الانتخابي إلا أنهم اعتادوا التصويت وحسب لأنه واجب قانوني عليهم قد يختارون الامتناع وعندها قد يحسب امتناعهم الاحتجاجي لامبالاة بالسياسة، خاصة عندما تكون نسب المشاركة في التصويت تاريخيا ضعيفة.
مشكلة أخرى في الامتناع أنه يكرّس الحالة القائمة، وهو ما قد يبدو متعارضا مع الغرض من الاحتجاج في المقام الأول. ففي البيئات السياسية التي فيها يحوز مرشّح واحد أغلب التأييد يزيد الاحتجاج بالامتناع تلك الأغلبية في نتائج الانتخابات.
فالامتناع عن التصويت يزيد نسبة الأصوات المؤيدة لأكثر المرشحين شعبية، بينما التصويت ضد المرشّح الشعبي (باختيار غيره) يقلل الفجوة الانتخابية. في سياقات أعرض فإن تضييق الفجوة قد يؤدي إلى برلمان معطل أو إلى تفاوتات أقل بين أنصبة الأحزاب في الحكومة، وبذلك يقلل فرصة انفراد حزب واحد بالنظام السياسي، وهو ما يصب في صالح الاحتجاج على ذلك الفصيل أو المرشح.

## التصويت للمُرشحين الهامشيين
الصوت الاحتجاجي يشير كذلك، على نحو مُهين إلى حد ما، إلى مجموعات ديمُغرافية بعينها، مصنّفا السكان حسب تواتر وطبيعة تصويتهم.
في الولايات المتحدة الأمريكية تُصوّت الأسر المتوسطة أكثر من الطبقة العاملة أو المجموعات المهمّشة. وبعد انتخابات الرياسة سنة 2002 في فرنسا التي نال فيها القيادي في اليمين المتطرف جان بيير لوبان المرتبة الثانية بعد المرشّح المحافظ جاك شيراك أنحى محللون عديدون باللوم في النتيجة غير المتوقعة على الطبقة العاملة متهمينها بأنها صوتت احتجاجيا.

## انتخابُ وافدٍ حديثٍ إلى السياسة
التأييد الانتخابي الدالّ الذي يناله مرشّح لم يعرف عنه سابقا انخراطه في السياسة قد يُرى نوعا من التصويت الاحتجاجي.

## طالع كذلك
- صوت باطل
- امتناع عن التصويت
- مقاطعة الانتخابات

## وصلات خارجية
- Voters For None of the Above نسخة محفوظة 2 يونيو 2004 على موقع واي باك مشين.
- Protest Vote